# PSA EW
Con la sigla PSA EW si intende una famiglia di motori a scoppio prodotti a partire dal 1999 al 2010 dal gruppo automobilistico francese PSA.

## Caratteristiche
I motori EW sono stati realizzati per sostituire i motori XU quasi del tutto: l'unica eccezione è rappresentata dal motore XU5, sostituito dal motore TU5. Sono stati derivate dalle corrispondenti versioni a gasolio, denominate DW, che hanno debuttato l'anno prima. 

I motori EW fanno tesoro anche delle doti di robustezza dei motori XU, ereditando alcune caratteristiche, come per esempio l'albero a gomiti, che però è stato ricostruito utilizzando una lega più leggera. In generale, le caratteristiche comuni a tutti i motori EW sono:
- architettura a 4 cilindri in linea;
- basamento in ghisa;
- testata in lega di alluminio a 4 valvole per cilindro;
- distribuzione a due assi a camme in testa;
- alimentazione a iniezione elettronica.

I motori EW sono stati utilizzati sia su vetture di fascia medio-alta, che su monovolumi, e in alcuni casi anche su versioni particolarmente prestanti di vetture d fasce inferiori. Sono inoltre stati proposti in tre cilindrate: 1.7, 2.0 e 2.2 litri. Eccone di seguito le caratteristiche.

### EW7

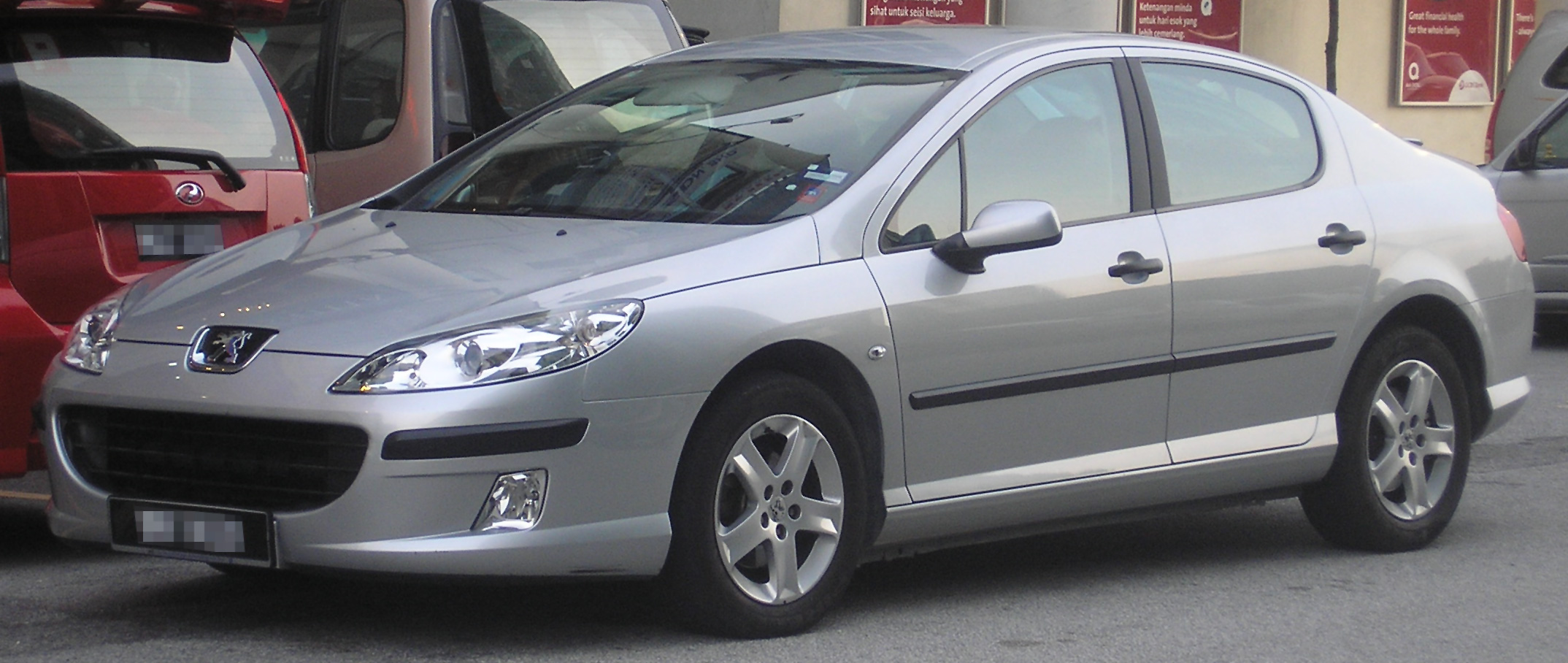
Le Peugeot 407 montano un motore EW7 nelle versioni di base

Il motore EW7 è stato il più piccolo dei motori EW. Introdotto nel 2000, è andato a sostituire l'unità XU7 da 1.8 litri. Era caratterizzato da misure di alesaggio e corsa pari a 82,7x81,4 mm, per una cilindrata totale di 1749 cm³. Anche se le vetture che lo montavano portavano la denominazione 1.8, questo motore è quindi in realtà un 1.7.

Questo motore è stato prodotto fino all'ottobre del 2010 in un'unica versione, denominata EW7J4, a sua volta suddivisa in due livelli prestazionali. 

La versione meno recente è dichiarata con una potenza massima di 117 CV a 5500 giri/min, con una coppia massima di 160 Nm a 4000 giri/min. Questa prima variante è stata montata su:
- Peugeot 406 Mk2 1.8 16V (2001-04);
- Peugeot 407 1.8 16V (2004-06);
- Citroën Xsara Picasso 1.8 16V (2000-05);
- Citroën C5 Mk1 1.8 16V (2004-08).

La seconda variante del motore EW7 è stata introdotta nel 2006. Tale versione erogava 125 CV a 6000 giri/min e 170 Nm di coppia massima a 3750 giri/min. Si trattava quindi di un'evoluzione vera e propria, nel senso che, a fronte di un di un innalzamento della potenza massima si è riusciti a ottenere anche un più alto picco di coppia, ma a un regime più basso, per una maggior elasticità di marcia. Tale nuova variante è stata montata su:
- Peugeot 407 1.8 16v (2006-10);
- Citroën C4 Picasso 1.8 16V (2006-08);
- Citroën C5 Mk2 1.8 16V (2008-10).

### EW10

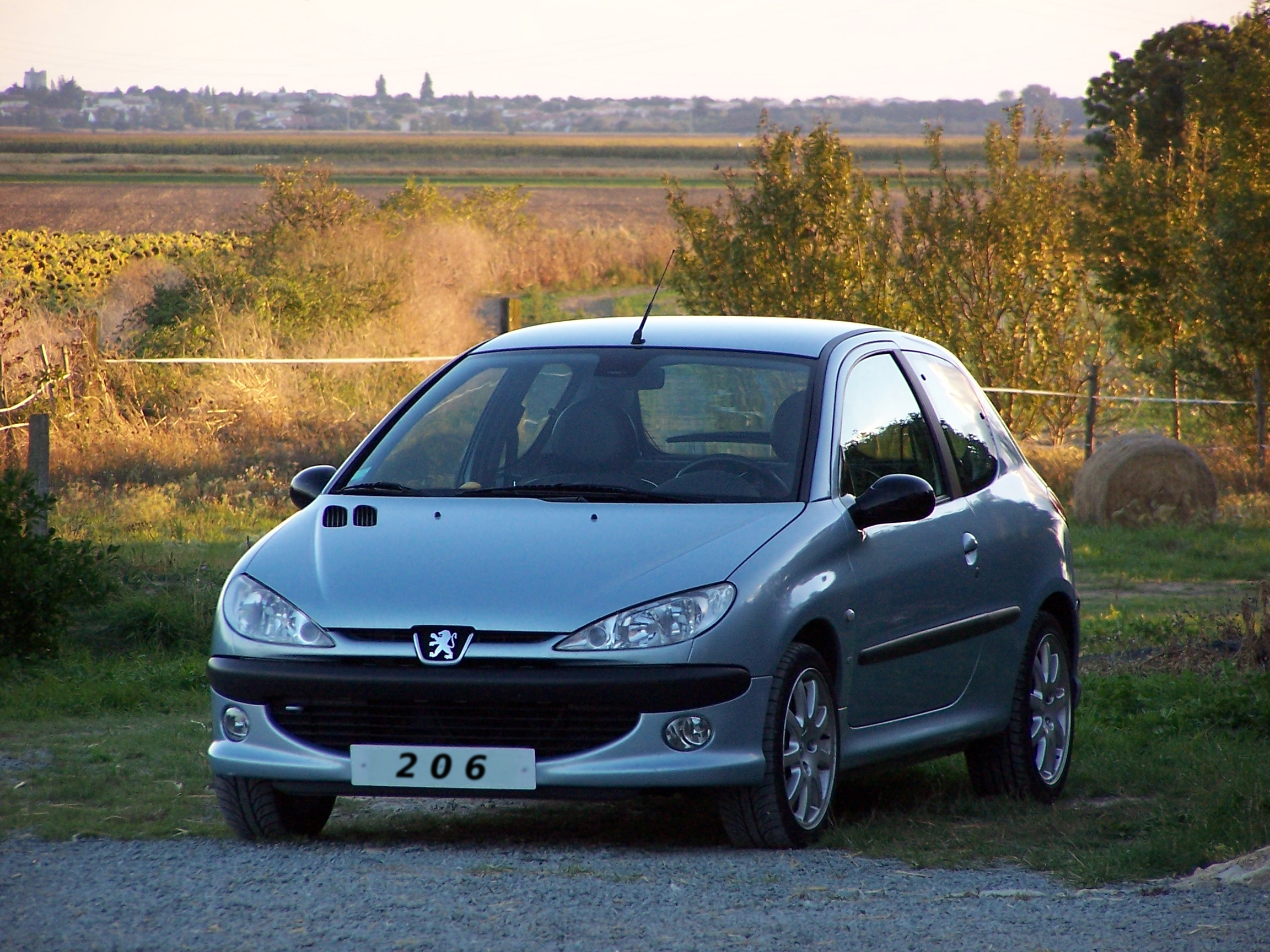
Le 206 GTI montavano un motore EW10

Con questa sigla viene indicato il motore EW di cilindrata intermedia, quello da 2 litri. In generale, questo propulsore è caratterizzato da misure di alesaggio e corsa pari a 85x88 mm, per una cilindrata complessiva di 1997 cc. Tale propulsore ha trovato numerose applicazioni nei modelli PSA prodotti dalla fine degli anni novanta in poi.

È stato proposto in quattro varianti, descritte di seguito.

#### EW10 J4
È stato il primo 2 litri EW a vedere la luce, ma soprattutto il primo motore EW in ordine cronologico. Tale motore era caratterizzato da un rapporto di compressione di 10,8:1 ed erogava una potenza massima di 136 CV a 6000 giri/min, con una coppia massima di 190 Nm a 4100 giri/min. È stato il 2 litri EW più utilizzato. Le sue applicazioni sono state numerose e comprendono:
- Peugeot 206 2.0 16V GTI (1999-04);
- Peugeot 206 2.0 16V GT (1999-01);
- Peugeot 206 CC 2.0 16V (2001-05);
- Peugeot 307 2.0 16V XS (2001-05);
- Peugeot 307 CC 2.0 16V (2004-05);
- Peugeot 406 2.0 16V berlina e SW (1999-04);
- Peugeot 406 Coupé 2.0 16V (2001-02);
- Peugeot 806 2.0 16V ST (1999-02);
- Peugeot 807 2.0 16V (2002-05);
- Citroën Xsara berlina 2.0 16V (1999-03);
- Citroën Xsara Picasso 2.0 16V (2003-07);
- Citroën C4 2.0 16V (2004-05);
- Citroën C5 2.0 16V (2000-04).

#### EW10 D
Questa motorizzazione differiva dalla precedente per l'alimentazione a iniezione diretta. I dati prestazionali differivano di poco: la potenza massima era di 140 CV sempre a 6000 giri/min, mentre la coppia massima era di 192 Nm a 4000 giri/min. I due modelli che l'hanno montata si distinguevano per la sigla HPi. Tale motorizzazione è stata quella di minor successo tra le quattro: è stata proposta infatti dal 2001 al 2004 solo su:
- Peugeot 406 2.0 16V HPi (2001-04);
- Citroën C5 2.0 16V HPi (2001-03).

#### EW10 J4S
Questa unità motrice deve la sua importanza al fatto che si tratta della prima unità motrice PSA a montare il variatore di fase della distribuzione.

All'incirca contemporaneamente al motore EW10 D, è stato proposto anche questo motore, la più potente tra le varianti EW10. Tale propulsore era caratterizzato da un rapporto di compressione pari a 11:1 ed erogava una potenza massima di 177 CV a 7000 giri/min. Spesso, però, i due marchi del Gruppo PSA arrotondavano tale cifra a 180 CV. La coppia massima raggiungeva i 202 Nm a 4750 giri/min. Questo motore ha equipaggiato le versioni di punta dei modelli PSA di fascia medio-bassa, e precisamente:
- Peugeot 206 2.0 16V RC (2003-06);
- Peugeot 307 2.0 16V Speed Up (2005-06);
- Peugeot 307 CC 2.0 16v 180CV (2003-09);
- Citroën C4 2.0 16V VTS (2004-08).

#### EW10 A
Basato sull'unità motrice da 136 CV, la EW10 J4, questo motore riesce a spuntare alcuni CV in più proprio grazie alla fasatura variabile. La potenza massima raggiunge così i 140 CV a 6000 giri/min, con un picco di coppia pari a 200 Nm a 4000 giri/min. Questo motore ha sostituito sia l'unità base da 136 CV, sia la sfortunata unità a iniezione diretta, ed è stato montato su:
- Peugeot 307 CC 2.0 16V (2005-09);
- Peugeot 807 2.0 16V (2005-10);
- Citroën C4 2.0 16V automatica (2004-08);
- Citroën C4 Picasso 2.0 16V (2006-08);
- Citroën C5 Mk1 2.0 16V (2005-07);
- Citroën C5 Mk2 2.0 16V (2008-09);
- Citroën C8 2.0 16V (2006-07);
- Dongfeng Aeolus AX7 2.0 16V (2014-18).

### EW12

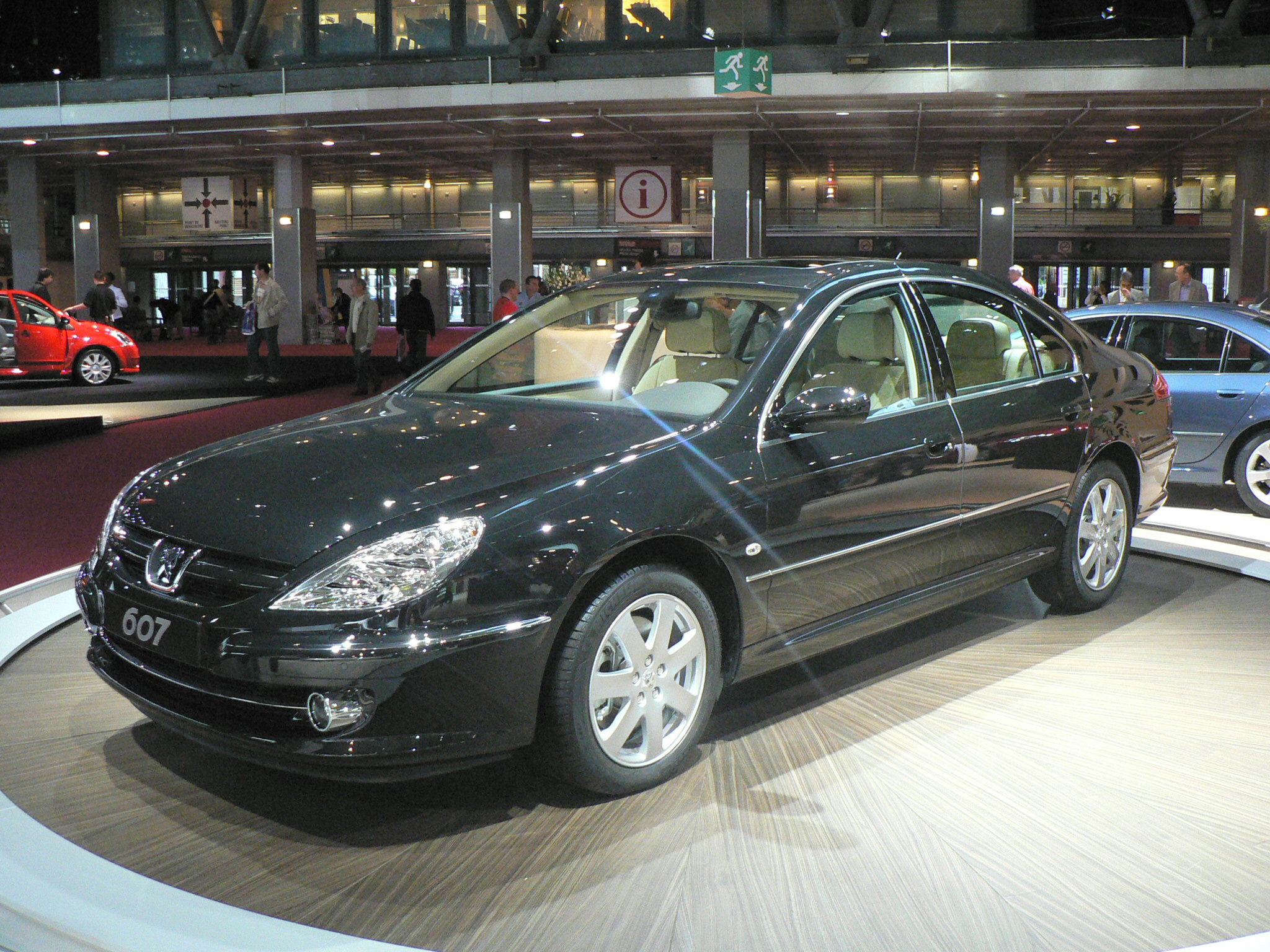
Le versioni base della 607 montano un motore EW12

Questo motore è quello più grande come cilindrata fra i tre motori EW e va così a sostituire il motore XU10 da 2 litri. Le sue misure di alesaggio e corsa sono di 86x96 mm, per una cilindrata di 2231 cc. Il motore EW12 è stato proposto in una sola versione, la cui potenza massima è compresa tra i 158 e i 163 CV a 5650 giri/min, mentre la coppia massima è di 217 Nm a 3900 giri/min.
 Questo propulsore è stato montato su:
- Peugeot 406 2.2 16V (2001-04);
- Peugeot 406 Coupé 2.2 16V (2002-05);
- Peugeot 407 2.2 16V (2004-08);
- Peugeot 407 Coupé 2.2 16V (2006-09);
- Peugeot 607 2.2 16V (2000-08);
- Peugeot 807 2.2 16V (2002-05);
- Citroën C8 2.2 16V (2002-05).